# José Oyarzabal
Pour les articles homonymes, voir Oyarzábal.
José Oyarzabal, né le 13 février 1970, est un rameur d'aviron français.

## Palmarès

### Championnats du monde
- 1990 au lac Barrington
  -  Médaille d'argent en quatre sans barreur poids légers
- 1991 à Vienne
  -  Médaille d'argent en huit poids légers
- 1992 à Montréal
  -  Médaille de bronze en quatre sans barreur poids légers

### Championnats du monde juniors
- 1988 à Milan
  -  Médaille d'argent en huit